# Thomas Heywood
Pour les articles homonymes, voir Heywood.
Thomas Heywood (début 1570 — 16 août 1641) est un éminent dramaturge anglais, un comédien et l'auteur de divers essais, dont l'activité créative a connu son point culminant entre la fin de la période élisabéthaine et le début du règne de Jacques Ier.

## Premières années
Très peu de détails de la vie de Thomas Heywood sont documentés de manière fiable. La plupart des références indiquent qu'il est né dans le comté du Lincolnshire, mais plusieurs dates de naissance ont été proposées, principalement 1570, 1573, 1574 et 1575. On a également avancé l'hypothèse selon laquelle son père aurait été pasteur, et qu'il serait apparenté au dramaturge John Heywood, dont l'année de décès est encore une fois incertaine mais très probablement comprise entre 1575 et 1589.
On pense qu'Heywood a suivi un enseignement à l'université de Cambridge, et qu'il fut membre du collège de Peterhouse. Il s'installa par la suite à Londres. Là, la première allusion à sa carrière dramatique est une note dans le journal du directeur de théâtre Philip Henslowe précisant qu'il a écrit une pièce pour la troupe de l'Amiral, une troupe de théâtre, en octobre 1596. Dès 1598, Heywood était régulièrement engagé comme comédien dans cette compagnie de théâtre ; puisqu'il n'est fait mention d'aucun salaire, il devait être actionnaire de la compagnie, comme le voulait l'usage pour les membres importants. Plus tard, il fut membre d'autres troupes, dont Lord Southampton's, Lord Strange's Men (en) et Worcester's Men (en) (qui fut plus tard connue sous le nom Queen Anne's Men (en)). Pendant cette période, Heywood fut extrêmement prolifique; dans sa préface à The English Traveller (Le voyageur anglais) (1633) il dit avoir eu un rôle (petit ou grand) dans pas moins de 220 pièces. Cependant, seulement vingt-trois pièces et huit mascarades sont aujourd'hui reconnues par les historiens comme étant entièrement ou partiellement écrites par lui.

## Créations
La première pièce de Thomas Heywood a peut-être été The Four Prentises of London (Les quatre apprentis de Londres, imprimée en 1615, mais jouée environ quinze années plus tôt). Ce récit sur quatre apprentis, qui deviennent chevaliers et voyagent jusqu'à Jérusalem, était peut-être une satire des vieux romans courtois, mais son but réel était plus vraisemblablement d'attirer parmi les spectateurs des apprentis, auxquels la pièce était consacrée. Le succès de cette pièce inspira The Knight of the Burning Pestle (en) (Le chevalier de l'ardent pilon), de Beaumont et Fletcher, qui parodiait le goût de la classe moyenne pour la tragédie.
La pièce historique King Edward the Fourth en deux parties (imprimée en 1600) et If You Know Not Me, You Know Nobody (en), or, The Troubles of Queene Elizabeth (1605 et 1606) s'intéressaient, respectivement, à la guerre des Deux-Roses et la vie de la Reine Élisabeth opposée à celle du marchand et financier de premier plan Thomas Gresham.
Heywood écrivit pour la scène, et protesta (peut-être avec une certaine fourberie) contre l'impression de ses œuvres, en disant qu'il n'avait pas de temps à consacrer à leur correction. Johann Ludwig Tieck disait de lui qu'il était l'exemple même d'un talent rare et naturel ("the model of a light and rare talent"), et Charles Lamb écrivit qu'il était un "Shakespeare de la prose" ; le Professeur Ward, un de ses éditeurs les plus bienveillants, faisait remarquer que Thomas Heywood avait l'œil pour les situations théâtrales ainsi qu'une grande capacité de structuration, mais que son aptitude à camper ses personnages n'était pas à l'égal de sa technique de la scène. Il appréciait ce qu'il appelait de joyeux incidents ("merry accidents"), c'est-à-dire des farces grossières. Son imagination et sa capacité d'invention étaient inépuisables.
Les pièces les plus connues de Thomas Heywood sont ses tragédies et comédies domestiques (des pièces qui se déroulent au sein de la classe moyenne anglaise). On s'accorde en général à dire que son chef-d'œuvre est A Woman Killed with Kindness (Une femme tuée par la douceur) (jouée en 1603 et imprimée en 1607), une tragédie domestique qui a pour sujet une femme adultère; ainsi que The English Traveller, une farce dans la tradition de Plaute (jouée aux environs de 1627 ; imprimée le 15 juillet 1633) qui est également connue pour sa "Préface" instructive, qui donnait à Heywood l'occasion d'informer le lecteur de sa très prolifique production littéraire.
Heywood fut l'auteur de nombreuses œuvres en prose, essentiellement des pamphlets sur des sujets contemporains, qui aujourd'hui intéressent surtout les historiens de la période. Son - long - essai le plus connu est An Apology for Actors (Une défense des acteurs), une réponse raisonnable et modérée aux attaques Puritaines de la scène, qui est riche en détails sur les acteurs et les techniques de jeu au temps de Heywood. Dans cette œuvre de 1612, on trouve aussi son "Epistle to the Printer" (Epître à l'imprimeur) dans laquelle Heywood parle de l'appropriation par William Jaggard (en) de deux de ses poèmes, pour la même année d'édition de The Passionate Pilgrim (Le pèlerin passionné).

## Vingt dernières années
Entre 1619 et 1624, et sans qu'il y ait d'explication, Heywood semble avoir cessé toute activité en tant qu'acteur et dramaturge, mais à partir de 1624 et jusqu'à sa mort dix-sept ans plus tard, son nom apparaît fréquemment dans les comptes rendus de l'époque. Il y avait continuellement des mises en scènes de nouvelles pièces mais aussi d'anciennes pièces remises au goût du jour. De nombreux ouvrages en prose ou en poésie furent également publiés, dont deux très longues œuvres poétiques : Gunaikeion (1624), décrit comme "neuf livres de diverses histoires concernant les femmes" et, onze ans plus tard, The Hierarchy of the Blessed Angels (La Hiérarchie des Anges Bénis). On peut mesurer la réputation de Thomas Heywood dans les dernières années de sa vie grâce à Love's Mistress or the Queen's Masque, une pièce publiée en 1636, mais jouée dès 1634, dont on dit qu'elle a été vue par le Roi Charles Ier et sa reine trois fois en huit jours.
D'après les écrits de l'époque, Thomas Heywood vivait à Clerkenwell depuis 1623 et c'est là qu'il fut enterré, à l'église Saint-James, dix-huit ans plus tard. À cause de l'incertitude en ce qui concerne sa date de naissance, on ne peut qu'estimer son âge, mais il avait très probablement plus de soixante-cinq ans à sa mort, et a peut-être même atteint soixante-dix ans. La date de ses funérailles, le 16 août 1641, seule date documentée, apparaît également dans plusieurs ouvrages de référence comme sa date de décès, bien qu'il ait pu mourir plusieurs jours plus tôt. Cependant, on peut imaginer qu'une éventuelle vague de chaleur en août précipita l'enterrement.

### Principales productions littéraires
- The Royall King and the Loyall Subject (joué aux environs de 1600; publié en 1637)
- les deux parties de The Fair Maid of the West or a Girle Worth Gold (deux parties, publié en 1631)
- The Fayre Maid of the Exchange (publication anonyme en 1607), une pièce attribuée sans certitude à Thomas Heywood
- The Late Lancashire Witches (1634), écrit avec Richard Brome et inspiré par un procès réel qui eut lieu l'année précédente
- (A Pleasant Comedy, called) A Mayden-Head Well Lost (1634)
- A Challenge for Beautie (1636)
- The Wise-Woman of Hogsdon (publié en 1638), la sorcellerie étant ici sujet de comédie, et non traité sérieusement comme c'est le cas pour la pièce du Lancashire
- Fortune by Land and Sea (publié en 1655), avec William Rowley
- Les cinq pièces respectivement intitulées The Golden Age, The Silver Age, The Brazen Age and The Iron Age (la dernière en deux parties), datées de 1611, 1613, 1613 et 1632, sont une série d'histoires classiques qui n'ont pas de connexion particulière si ce n'est que le "vieux Homer" présente les interprètes de chaque acte à tour de rôle
- Loves Maistresse or The Queens Masque (publié en 1636), l'histoire de Cupidon et Psyché, selon le récit d'Apulée
- The Tragedy of the Rape of Lucrece (Le Viol de Lucrèce) (1608), qui raconte l'essor et la chute de Tarquin vus par un "joyeux seigneur", Valerius, qui allège la tristesse de la situation par ses chansons comiques
- Une série de spectacles, pour la plupart conçus pour la Cité de Londres, ou ses guildes, publiés en 1637
- Dans le volume IV de son anthologie Collection of Old English Plays (Recueil de Vieilles Pièces Anglaises) (1885), A. H. Bullen (en) publia pour la première fois une comédie de Thomas Heywood, The Captives, or The Lost Recovered (licence de 1624), et dans le volume II de la même série, Dicke of Devonshire, qu'il attribue avec quelques hésitations à la même plume
- Troia Britannica, or Great Britain's Troy (1609), un poème en dix-sept cantos « entrecoupés de plusieurs plaisants récits poétiques" et "se concluant par une chronique universelle de la création au temps présent »
- An Apology for Actors, Containing Three Brief Treatises (Une défense des acteurs) (1612), publié pour la Shakespeare Society en 1841
- Gynaikeion or Nine Books of Various History Concerning Women (1624)
- England's Elizabeth, Her Life and Troubles During Her Minority from Time Cradle to the Crown (1631)
- The Hierarchy of the Blessed Angels (1635), un poème didactique en sept livres
- A Woman Killed with Kindness (Une femme tuée par la douceur) (publié en 1607)
- Pleasant Dialogues, and Dramas Selected Out of Lucian, etc. (1637)
- The Life of Merlin surnamed Ambrosius (1641)

## Sources
- (en) Encyclopedia Britannica's Guide to Shakespeare